# Kabaré Kumlin
Kabaré Kumlin var en krogshow med After Shave och Anders Eriksson som spelades på Restaurang Trädgårn i Göteborg våren 1987. Showen lär vara en av Trädgårns största publiksuccéer genom tiderna.
I showen fanns bland annat ett svängigt Beach Boys-medley, en talangtävling där Jolo (Jan Rippe) dansade tango och sjöng en kärleksvisa till sin banlonpolo. Peter Rangmar och Knut Agnred gjorde en parodi på magikerparet Truxa, och i slutet av showen dök Roy och Roger från Macken upp.
I showen förekommer också en av gruppernas mest populära låtar vid namn "Bandy Bandy" som finns på EP.
Kabaré Kumlin har aldrig sänts i TV i sin helhet, men några korta inslag ur showen direktsändes vid ett tillfälle i TV-programmet Hallo Skandinavien!